# Raul Cutait
Raul Cutait (São Paulo, 18 de março de 1950) é um médico brasileiro.
Descendente de libaneses, foi eleito membro da Academia Nacional de Medicina em 2004, ocupando a Cadeira 23, que tem Maciel Monteiro como patrono.